# Acroceras manongarivense
Acroceras manongarivense là một loài thực vật có hoa trong họ Hòa thảo. Loài này được A.Camus mô tả khoa học đầu tiên năm 1946.